# 乔沟湾乡
乔沟湾乡是中国陕西省榆林市靖边县下辖的一个乡。2011年，乔沟湾乡和天赐湾乡撤销，合并设立天赐湾镇。

## 行政区划
乔沟湾乡下辖以下行政区：
乔沟湾村、峁界村、银湾村、杨渠村、李家城则村、新庄村、许台村